# Swertia punctata
Swertia punctata är en gentianaväxtart som beskrevs av Johann Christian Gottlob Baumgarten. Swertia punctata ingår i släktet Swertia och familjen gentianaväxter. Inga underarter finns listade i Catalogue of Life.